# 礼义城
礼义城位于中国四川省达州市渠县土溪镇渠江东岸礼义山上，距渠县县城约35公里，是南宋四川置制司抗蒙山城之一。礼义城建于南宋宝祐三年（1255年），时任四川制置使的蒲择之将渠州州治迁移至此，渠州军民在此抗元长达20年。直到咸淳十年（1274年）冬礼义城才被元军攻陷。现存礼义城遗址占地168000平方米，遗址内尚有南宋时期所建西门、南门、城墙、水井、天池等文物。礼义城内宋代所刻《知军都统练使将军胡公全城却敌记》碑（碑上刻有礼义城全图）在1984年被劈作七块当作条石使用，现仅存残件。2007年6月1日公佈為四川省文物保護單位。